# Bebaiotes guianesa
Bebaiotes guianesa är en insektsart som först beskrevs av  1947.  Bebaiotes guianesa ingår i släktet Bebaiotes och familjen Achilixiidae. Inga underarter finns listade i Catalogue of Life.